# Beñat Etxebarria
Beñat Etxebarria Urkiaga (Igorre, 19 febbraio 1987) è un ex calciatore spagnolo, di ruolo centrocampista.

## Caratteristiche tecniche
Beñat gioca preferibilmente nel ruolo di regista. È abile nell'impostare la manovra, ma anche in fase di interdizione. È dotato di visione di gioco e capacità di verticalizzare l'azione per cercare in profondità il compagno libero. Inoltre, ha una buona capacità realizzativa, specialmente su calci piazzati.

## Carriera

### Club

#### Gli inizi
Cresciuto calcisticamente nella cantera dell'Athletic Bilbao, tra il 2005 ed il 2008 gioca nelle squadre filiali dei Leones baschi. Arriva in prima squadra nell'ottobre del 2006, esordendo nei minuti finali del match di campionato contro l'Osasuna. Il suo contributo ai biancorossi di Bilbao si limita, però, a quest'unica presenza; impiegato prevalentemente nella squadra di riserva, nel 2008, viene mandato in prestito all'Unión Balompédica Conquense, con la quale disputa un campionato molto positivo.

#### Betis Siviglia
Finisce così nel mirino del Betis Siviglia, che lo ingaggia per disputare il successivo torneo di terza serie tra le file della sua squadra filiale. Dopo una prima stagione condita da 34 presenze e 6 goal, Pepe Mel, allenatore della prima squadra, lo fa esordire all'inizio del campionato di Segunda División per ovviare ad una situazione di emergenza infortuni a centrocampo; le buone prestazioni portano il calciatore a divenire titolare fisso dell'undici bético e a conquistare sul campo la vittoria del torneo cadetto, che vale la promozione diretta nella Liga. Nonostante gli interessamenti di diverse squadre, Beñat resta al Betis ed esordisce regolarmente nella prima giornata del successivo campionato, che vede il Betis impegnato nel derby con il Granada; realizza il suo primo goal in massima divisione direttamente da calcio di punizione proprio alla sua ex squadra, l'Athletic. Alla fine, il suo bottino stagionale (su un totale di 36 apparizioni) è di 6 marcature, 3 delle cui realizzate nei derby contro il Siviglia su calci di punizione.
Nel primo scorcio della stagione 2012-2013, realizza 4 goal in 16 partite di campionato, tra cui il goal vittoria nello scontro diretto contro il Real Madrid.

#### Ritorno all'Athletic Bilbao
Nel giugno 2013 il giocatore ritorna all'Athletic Bilbao, firmando un contratto quinquennale.

#### Macarthur e ritiro
Nel 2020, dopo 7 anni di militanza, lascia l'Athletic Bilbao, per poi accasarsi da svincolato agli australiani del Macarthur.
A fine stagione lascia il club per poi annunciare il proprio ritiro dal calcio.

### Nazionale
Risalgono ai tempi della militanza nelle serie minori le 5 partite disputate con la nazionale Under-17 iberica.
Nel ritiro di maggio 2012 propedeutico all'Europeo in Ucraina e Polonia, il selezionatore della Spagna Vicente del Bosque lo convoca per le amichevoli contro Serbia e Cina (quest'ultima disputata proprio presso l'Estadio Olimpico de la Isla Cartuja di Siviglia), mandandolo in campo per metà partita nella sfida contro gli slavi e tenendolo in panchina nella seconda occasione. Il tecnico, però, non lo inserisce tra i convocati al successivo torneo continentale, preferendogli Javi Martínez. Beñat rientra nel giro della nazionale dopo l'Europeo, collezionando altre presenze.

## Statistiche

### Presenze e reti nei club
| Stagione               | Squadra                | Campionato             | Campionato | Campionato | Coppe nazionali | Coppe nazionali | Coppe nazionali | Coppe continentali | Coppe continentali | Coppe continentali | Altre coppe | Altre coppe | Altre coppe | Totale | Totale |
| Stagione               | Squadra                | Comp                   | Pres       | Reti       | Comp            | Pres            | Reti            | Comp               | Pres               | Reti               | Comp        | Pres        | Reti        | Pres   | Reti   |
| ---------------------- | ---------------------- | ---------------------- | ---------- | ---------- | --------------- | --------------- | --------------- | ------------------ | ------------------ | ------------------ | ----------- | ----------- | ----------- | ------ | ------ |
| 2005-2006              | Baskonia               | TD                     | 21         | 3          | -               | -               | -               | -                  | -                  | -                  | -           | -           | -           | 21     | 3      |
| 2005-2006              | Bilbao Athletic        | SDB                    | 16         | 0          | -               | -               | -               | -                  | -                  | -                  | -           | -           | -           | 16     | 0      |
| 2006-2007              | Bilbao Athletic        | SDB                    | 29         | 3          | -               | -               | -               | -                  | -                  | -                  | -           | -           | -           | 29     | 3      |
| 2006-2007              | Athletic Bilbao        | PD                     | 1          | 0          | CR              | -               | -               | -                  | -                  | -                  | -           | -           | -           | 1      | 0      |
| 2007-2008              | Bilbao Athletic        | SDB                    | 30         | 2          | -               | -               | -               | -                  | -                  | -                  | -           | -           | -           | 30     | 2      |
| Totale Bilbao Athletic | Totale Bilbao Athletic | Totale Bilbao Athletic | 75         | 5          |                 | -               | -               |                    | -                  | -                  |             | -           | -           | 75     | 5      |
| 2008-2009              | Conquense              | SDB                    | 35         | 7          | -               | -               | -               | -                  | -                  | -                  | -           | -           | -           | 35     | 7      |
| 2009-2010              | Betis B                | SDB                    | 34         | 3          | -               | -               | -               | -                  | -                  | -                  | -           | -           | -           | 34     | 3      |
| 2010-2011              | Betis                  | SD                     | 36         | 4          | CR              | 6               | 1               | -                  | -                  | -                  | -           | -           | -           | 42     | 5      |
| 2011-2012              | Betis                  | PD                     | 35         | 6          | CR              | 1               | 0               | -                  | -                  | -                  | -           | -           | -           | 36     | 6      |
| 2012-2013              | Betis                  | PD                     | 34         | 4          | CR              | 6               | 0               | -                  | -                  | -                  | -           | -           | -           | 40     | 4      |
| Totale Betis           | Totale Betis           | Totale Betis           | 105        | 14         |                 | 13              | 1               |                    | -                  | -                  |             | -           | -           | 118    | 15     |
| 2013-2014              | Athletic Bilbao        | PD                     | 23         | 1          | CR              | 4               | 0               | -                  | -                  | -                  | -           | -           | -           | 27     | 1      |
| 2014-2015              | Athletic Bilbao        | PD                     | 28         | 2          | CR              | 7               | 0               | UCL+UEL            | 7+2                | 0                  | -           | -           | -           | 44     | 2      |
| 2015-2016              | Athletic Bilbao        | PD                     | 36         | 1          | CR              | 5               | 0               | UEL                | 12                 | 2                  | SS          | 2           | 0           | 55     | 3      |
| 2016-2017              | Athletic Bilbao        | PD                     | 32         | 1          | CR              | 1               | 0               | UEL                | 6                  | 1                  | -           | -           | -           | 39     | 2      |
| 2017-2018              | Athletic Bilbao        | PD                     | 24         | 0          | CR              | 1               | 0               | UEL                | 8                  | 0                  | -           | -           | -           | 33     | 0      |
| 2018-2019              | Athletic Bilbao        | PD                     | 27         | 1          | CR              | 2               | 1               |                    | -                  | -                  | -           | -           | -           | 29     | 2      |
| 2019-2020              | Athletic Bilbao        | PD                     | 11         | 0          | CR              | 3               | 1               |                    | -                  | -                  | -           | -           | -           | 14     | 1      |
| Totale Athletic Bilbao | Totale Athletic Bilbao | Totale Athletic Bilbao | 181        | 6          |                 | 23              | 2               |                    | 35                 | 3                  |             | 2           | 0           | 241    | 11     |
| 2020-2021              | Macarthur              | AL                     | 22+2       | 0+0        | -               | -               | -               | -                  | -                  | -                  | -           | -           | -           | 24     | 0      |
| Totale carriera        | Totale carriera        | Totale carriera        | 473+2      | 38+0       |                 | 36              | 3               |                    | 35                 | 3                  |             | 2           | 0           | 548    | 44     |

### Cronologia presenze e reti in nazionale
| Cronologia completa delle presenze e delle reti in nazionale ― Spagna | Cronologia completa delle presenze e delle reti in nazionale ― Spagna | Cronologia completa delle presenze e delle reti in nazionale ― Spagna | Cronologia completa delle presenze e delle reti in nazionale ― Spagna | Cronologia completa delle presenze e delle reti in nazionale ― Spagna | Cronologia completa delle presenze e delle reti in nazionale ― Spagna | Cronologia completa delle presenze e delle reti in nazionale ― Spagna | Cronologia completa delle presenze e delle reti in nazionale ― Spagna |
| Data                                                                  | Città                                                                 | In casa                                                               | Risultato                                                             | Ospiti                                                                | Competizione                                                          | Reti                                                                  | Note                                                                  |
| --------------------------------------------------------------------- | --------------------------------------------------------------------- | --------------------------------------------------------------------- | --------------------------------------------------------------------- | --------------------------------------------------------------------- | --------------------------------------------------------------------- | --------------------------------------------------------------------- | --------------------------------------------------------------------- |
| 26-5-2012                                                             | San Gallo                                                             | Spagna                                                                | 2 – 0                                                                 | Serbia                                                                | Amichevole                                                            | -                                                                     | 46’                                                                   |
| 30-5-2012                                                             | Berna                                                                 | Spagna                                                                | 4 – 1                                                                 | Corea del Sud                                                         | Amichevole                                                            | -                                                                     |                                                                       |
| 7-9-2012                                                              | Pontevedra                                                            | Spagna                                                                | 5 – 0                                                                 | Arabia Saudita                                                        | Amichevole                                                            | -                                                                     |                                                                       |
| 14-11-2012                                                            | Panama                                                                | Panama                                                                | 1 – 5                                                                 | Spagna                                                                | Amichevole                                                            | -                                                                     |                                                                       |
| Totale                                                                |                                                                       | Presenze                                                              | 4                                                                     |                                                                       | Reti                                                                  | 0                                                                     |                                                                       |

## Palmarès

### Club

#### Competizioni nazionali
- Supercoppa di Spagna: 1

Athletic Bilbao: 2015